# Витт, Ян де
Ян де Витт (нидерл. Johan de Witt; 24 сентября 1625, Дордрехт — 20 августа 1672, Гаага) — нидерландский государственный деятель, с 1653 года занимавший пост Великого пенсионария Голландии. На протяжении двадцати лет, когда он фактически стоял во главе государства, Ян де Витт отстаивал позиции Нидерландов в торговом и колониальном противостоянии с Англией, которое вылилось в две войны между странами.

## Биография

### Исторические предпосылки
В 1568 году Семнадцать провинций восстали против господства испанских Габсбургов на почве европейского религиозного кризиса: на севере Европы распространялось учение Кальвина, в то время как Габсбурги проводили политику жёсткой Контрреформации. В 1581 году северные Нидерланды образовали Республику Соединённых провинций, при этом в стране сохранилась должность штатгальтера — ранее это был королевский наместник. Во время войны с Испанией парламент крупнейшей провинции страны — Голландии — вопреки воле испанского монарха назначил штатгальтером Вильгельма, принца Оранского. Представители этой династии затем занимали должность штатгальтера Голландии, Зеландии и Утрехта. Несмотря на то, что страной правил парламент — Генеральные штаты, принцы Оранские удерживали за собой пост главнокомандующего вооружёнными силами во время войн.
Гражданскую власть контролировал один из высших чиновников и фактически глава её правительства — великий пенсионарий Голландии, который вначале представлял интересы крупнейшей провинции в Генеральных штатах, а затем стал вести заседания парламента, распоряжаться финансами и внешней политикой.
На стороне главнокомандующего была военная сила, на стороне пенсионария — крупная буржуазия. Сторонники первого (оранжисты) выступали за полную централизацию государства, сторонники второго (федералисты) — за автономию провинций. Каждая партия стремилась доминировать.
Соединённые провинции к середине XVII века стали важнейшим торговым перекрёстком Европы, а Объединённая нидерландская Ост-Индская компания вела войны и захватывала новые территории. Могущество страны росло, а соперничество сил внутри неё продолжалось.

### Противник оранжистов
Ян де Витт был сыном дордрехтского бургомистра, который на протяжении многих лет представлял город на Генеральных штатах республики. Семейство де Виттов разделяло взгляды торговой олигархии, выступавшей за усиление власти администрации штатов в ущерб федеральному правительству, во главе которого стоял Оранский дом.
Во время учёбы в Лейденском университете Ян де Витт отличался познаниями в математике и праве. Прекрасное знание математики впоследствии позволяло ему легко входить в финансово-бюджетные проблемы республики.
В 1645 году Ян со своим братом Корнелисом отправились в путешествие по странам Западной Европы, по возвращении из которого Ян поселился в Гааге, где работал адвокатом. В 1650 году он фактически унаследовал от отца место дордрехтского пенсионария и отправился представлять интересы города в федеральном правительстве.
Дебаты со штатгальтером Вильгельмом II, в ходе которых братья де Витты и другие региональные пенсионарии отстаивали автономию штатов, закончились их заточением в Лувестейнском замке.
В 1650 году штатгальтер Вильгельм II попытался начать войну за присоединение южных Нидерландов (современная Бельгия). Однако голландские купцы, вдохновлённые доходами от колоний, отказались выплачивать часть квоты на содержание армии. Вильгельму припомнили, что он без полномочия парламента арестовал адмирала Корнелиса де Витта и его родного брата — губернатора Дордрехта Яна де Витта. Жители Амстердама восстали и освободили арестованных.
Неожиданная смерть штатгальтера через два дня после рождения наследника (будущего Вильгельма III) развязала оппозиции руки и позволила де Витту перехватить бразды правления республикой. Оранским запретили занимать должность штатгальтеров. Все принятые Оранскими законы и постановления отменили, а их полномочия перешли к Генеральным штатам.
Три года спустя, в 28 лет, Ян де Витт занял пост великого пенсионария и трижды переизбирался на этот пост — в 1658, 1663 и 1668 гг. Таким образом, он правил почти 20 лет. В 1667 году он объявил, что должность штатгальтера упраздняется «навечно».

### Международная политика

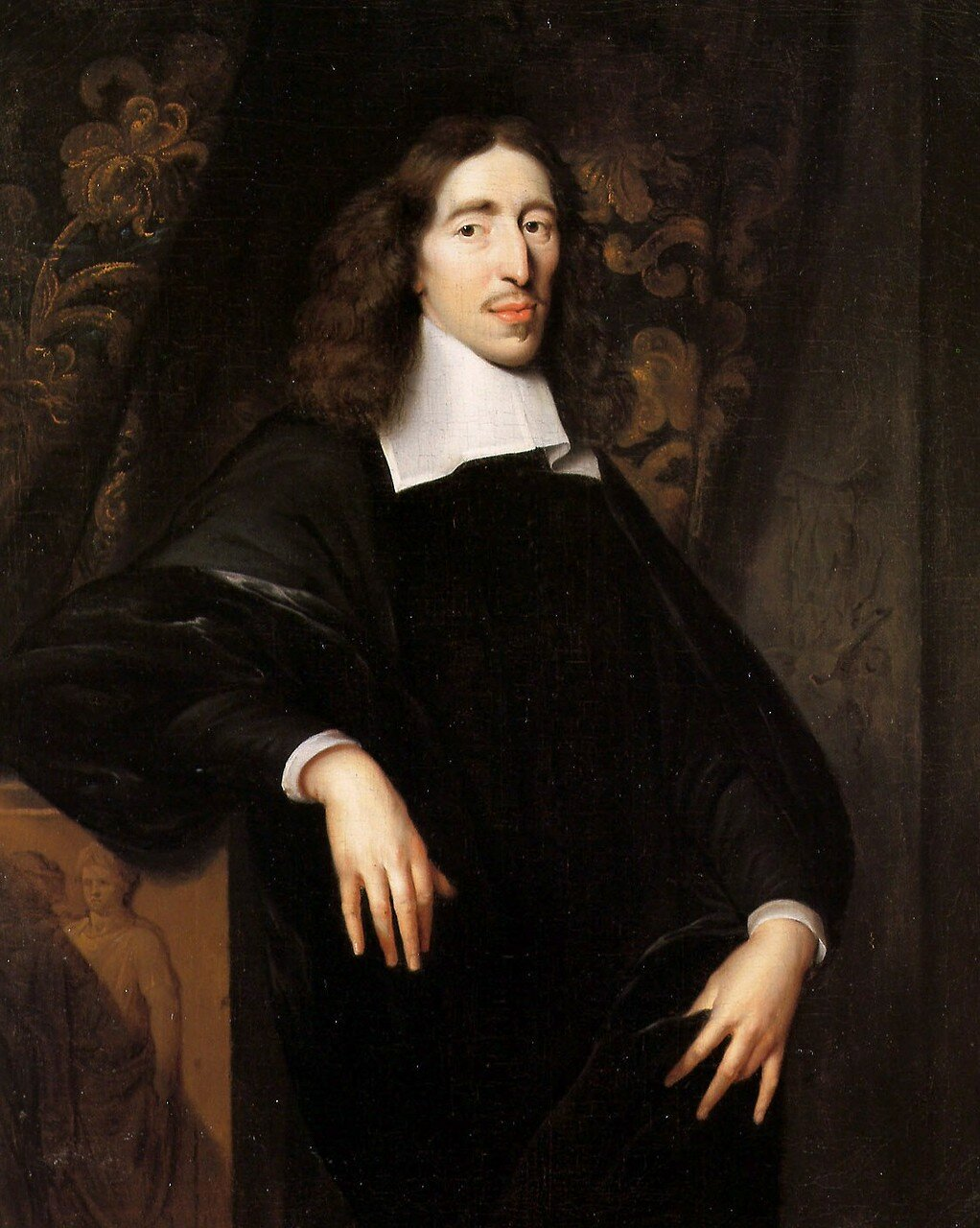
Портрет Яна де Витта кисти Каспара Нетшера

Когда де Витт пришёл к власти, в разгаре была Первая англо-голландская война, наносившая непоправимый вред экономике республики. Отвергая выдвинутое Кромвелем требование унии Англии и Голландии как чрезмерное, Де Витт ценой признания Навигационного акта добился в 1654 году заключения Вестминстерского мирного договора.
Секретный пункт договора предусматривал отказ голландских провинций от выбора штатгальтера. Оранжисты на федеральном уровне воспротивились этому пункту, который вполне устраивал и требовавших большего самоуправления регионалов, и правительство Кромвеля, подозревавшее оранжистов в сношениях с изгнанными Стюартами.
После подписания мирного договора де Витт занялся налаживанием расстроенных финансов республики и расширением её торгово-колониальной деятельности в Ост-Индии.
В 1656 году он отстаивал Эльблонгское соглашение, которое Генеральные Штаты Республики Соединённых провинций отказались выполнять. Ян де Витт смог убедить собрание в необходимости разъяснения спорных пунктов с шведской стороны, а не отказывать в ратификации.
В 1658 году он поддержал Данию в её действиях против Швеции, а четыре года спустя на выгодных условиях заключил Гаагский мир с союзной англичанам Португалией.
Между тем отношения с Англией были испорчены реставрацией на троне Стюартов, которые требовали назначения Вильгельма Оранского штатгальтером или хотя бы капитаном-генералом. Правительство де Витта всячески противилось этому назначению, и в 1665 году разгорелась Вторая англо-голландская война. Благодаря дипломатическим усилиям Яна де Витта мир в Бреде (1667) окончил войну на условиях сохранения статус-кво, что позволило де Витту в том же году объявить Голландию республикой «на веки вечные».
В январе 1668 года дипломатия де Витта добилась нового крупного успеха. Когда французский король Людовик XIV предпринял попытку оккупировать Испанские Нидерланды (Деволюционная война), де Витт договорился с англичанами и шведами о создании тройственного союза морских держав. Это соглашение вызвало гнев Людовика XIV, который винил в своих неудачах голландцев и попрекал их неблагодарностью за французскую поддержку в годы Нидерландской революции.

### «Год бедствий»
В 1672 году Людовик XIV неожиданно вторгся в пределы Объединённых провинций, объединив свои усилия с Англией. Началась т. н. Голландская война. Английскому флоту Нидерланды сопротивлялись успешно, а вот на суше затормозить наступление французов помогло лишь разрушение дамб, из-за чего были затоплены значительные территории, находящиеся ниже уровня моря.
Французы успели захватить четыре провинции из семи, и народ, доселе поддерживавший де Витта, стал обвинять его в иностранной оккупации. Генеральные штаты отдали полномочия штатгальтера Вильгельму Оранскому, который стал Вильгельмом Третьим. По обвинению в заговоре против него в июле 1672 года был арестован Корнелис де Витт. Корнелис не признал своей вины даже под пытками, не оговорил себя и был приговорён к ссылке.
Под давлением оранжистов Ян де Витт 4 августа вынужден был уйти с поста великого пенсионария.
20 августа Ян де Витт вышел из дома, чтобы попрощаться с братом, ожидавшим своей участи в тюрьме Гааги. Его остановила толпа пьяных оранжистов, среди которых оказался и единственный свидетель по делу Корнелиса — цирюльник Виллем Тихелаар. Они требовали расправы над Корнелисом, а тут Тихелаар выкрикнул, что к заговору против Оранского причастен и Ян де Витт. Его схватили, а Корнелиса выволокли из тюрьмы, после чего обоих принялись жестоко избивать. Убив обоих, братьев начали резать на куски, жарить на разведённом тут же костре, поедать и скармливать собакам. Пальцы братьев продавали на сувениры. В тело Корнелиса засунули дохлую кошку, после чего останки братьев де Витт вывесили на всеобщее обозрение, повесив вверх ногами.

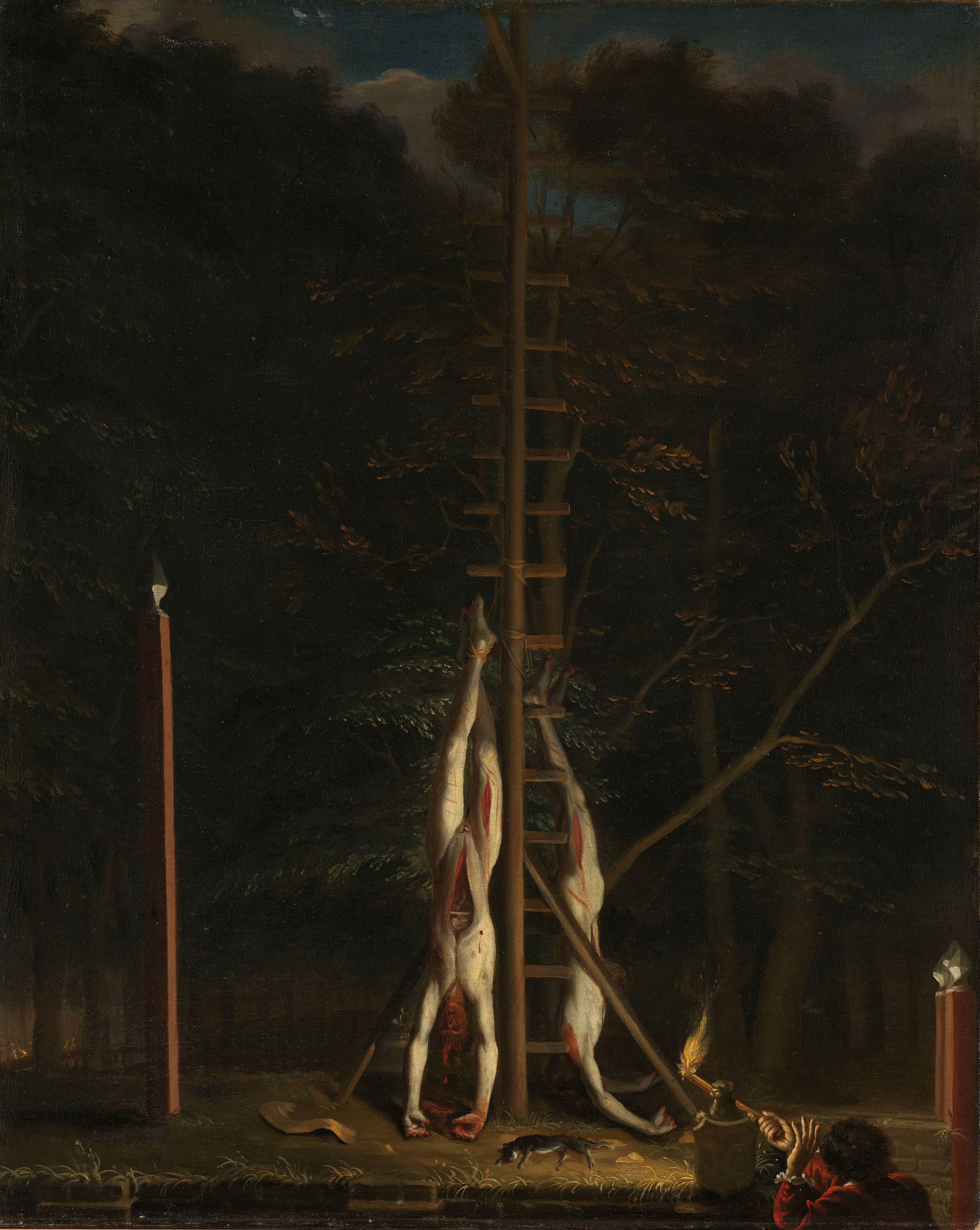
Обезображенные тела Яна де Витта и его брата. С картины Яна де Бана.

Об этих событиях, правда, без этих жутких деталей, повествует Александр Дюма в романе «Чёрный тюльпан». Год гибели братьев де Витт вошёл в национальную историю как «год бедствий» (нидерл. Rampjaar).
В настоящее время в некоторых городах страны Яну де Витту поставлены памятники.

## Научные достижения
В годы обучения в Лейденском университете Ян де Витт сочинил один из первых учебников по аналитической геометрии, озаглавленный Elementa curvarum linearum.
Де Витт активно интересовался вопросами демографической статистики. Совместно с Иоганном Худде он (одним из первых) составил в 1671 году таблицы смертности и использовал их для вычисления размеров пожизненной ренты.

## Семья
Состоял в браке с Венделой Биккер. Супруга Яна де Витта скончалась в 1668 году. В их браке родилось четверо детей: мальчик — Йоханн и 3 девочки — Анна, Агнес, Мария.